# Каутокейно
Кеутокейно (норв. Kautokeino, півн.-саам. Guovdageaidnu) — комуна у фюльке Фіннмарк у Норвегії. Адміністративний центр — населений пункт Кеутокейно. Площа комуни Кеутокейно — 9708,13 км², код-ідентифікатор — 2011 року.
У Кеутокейно розташована Саамська вища школа— вищий навчальний заклад Норвегії, орієнтований на проблематику саамського населення Норвегії та інших країн, а також на загальні проблеми Арктики, у тому числі в галузі екології.

## Клімат
Місто розташоване в зоні, котра характеризується континентальним субарктичним кліматом. Найтепліший місяць — липень із середньою температурою 12,4 °C (54,3 °F). Найхолодніший місяць — січень, із середньою температурою -16 °С (3,2 °F).
| Клімат Кеутокейно       | Клімат Кеутокейно | Клімат Кеутокейно | Клімат Кеутокейно | Клімат Кеутокейно | Клімат Кеутокейно | Клімат Кеутокейно | Клімат Кеутокейно | Клімат Кеутокейно | Клімат Кеутокейно | Клімат Кеутокейно | Клімат Кеутокейно | Клімат Кеутокейно | Клімат Кеутокейно |
| Показник                | Січ.              | Лют.              | Бер.              | Квіт.             | Трав.             | Черв.             | Лип.              | Серп.             | Вер.              | Жовт.             | Лист.             | Груд.             | Рік               |
| Середня температура, °C | −16               | −14,8             | −10,9             | −4,3              | 2,8               | 9,8               | 12,4              | 10,3              | 4,9               | −2                | −9,3              | −14,3             | −2,6              |
| Норма опадів, мм        | 9                 | 7                 | 9                 | 11                | 19                | 38                | 69                | 59                | 43                | 33                | 18                | 10                | 325               |
| ----------------------- | ----------------- | ----------------- | ----------------- | ----------------- | ----------------- | ----------------- | ----------------- | ----------------- | ----------------- | ----------------- | ----------------- | ----------------- | ----------------- |
| Джерело: Weatherbase    |                   |                   |                   |                   |                   |                   |                   |                   |                   |                   |                   |                   |                   |

## Історія
1852 року в Кеутокейно стався збройний конфлікт саамів з представниками норвезької адміністрації — повстання в Кеутокейно. Цим драматичним подіям присвячений норвезький художній фільм 2008 року.
З 26 по 29 березня 2012 року в Кеутокейно в будівлі Саамської вищої школи пройшла Міжнародна конференція тележурналістів корінних народів. В її межах відбулися семінари та майстер-класи для журналістів, які працюють у редакціях, що ведуть мовлення мовами корінних народів. У конференції брали участь делегати більш як десяти країн, у тому числі від Канади, Фінляндії, Швеції, Росії, США. У роботі форуму брав участь також принц Монако Альбер II.

## Уродженці
- Унні Турреттіні (нар 1972) — норвезька письменниця, юристка, громадянська активістка.